# Франц Филип фон Щернберг
Франц (Франтишек) Филип фон Щернберг (на немски: Franz Philipp Graf von Sternberg; на чешки: František Filip hrabě ze Šternberka; * 21 август 1708, Прага; † 9 януари 1786, Виена) е граф на Щернберг, австрийски дипломат и политик, дворцов министър на Мария Терезия (1765 – 1780).

## Живот
Той е син на императорския съветник граф Франтишек Дамиан фон Щернберг (1676 – 1723) и съпругата му графиня Мария Йозефа фон Траутмансдорф (1681 – 1742), дъщеря на граф Йохан Фридрих фон Траутмансдорф, фрайхер на Глайхенберг (1619 – 1695) и графиня Мария Елеонора фон Щернберг, фрайин фон Холицки (1654 – 1703). Внук е на граф Олдрих Адолф Вратислав зе Щернберка († 1703), рицар на Ордена на Златното руно (1687).
Франц Филип е при император Карл VII е от 1745 до 1748 г. бохемски пратеник в Регенсбург. През Седемгодишната войнаимператрица Мария Терезия го изпраща като министър в двора на Варшава и Дрезден. На тази функция той е 16 години.
Той е награден през 1763 г. с австрийския Орден на Златното руно. През 1765 г. става истински оберст-дворцов майстер.

## Фамилия
Франц Филип фон Щернберг се жени на 8 април 1731 г. в катедралата Св. Стефан във Виена за графиня Мария Елеонора Леополдина фон Щархемберг (* 26 август 1712, Виена; † 22 март 1800, Виена), дъщеря на граф Конрад Зигмунд фон Щархемберг (1689 – 1727) и Мария Леополдина фон Льовенщайн-Вертхайм-Рошфор (1689 – 1763), дъщеря на княз Максимилиан Карл фон Льовенщайн-Вертхайм-Рошфор (1656 – 1718) и графиня Поликсена Мария фон Куен-Лихтенберг-Беласи (1658 – 1712). Тя е внучка на граф Франц Отокар фон Щархемберг (1662 – 1699). Те имат децата:
- Кристиан (* 5 март 1732, Виена; † 14 май 1811, Виена), таен съветник, 1780 г. получава графството Мандершайд-Бланкенхайм, 1790 г. рицар на Ордена на Златното руно, женен на 7 ноември 1762 г. в Бланкенхайм за наследничката графиня Августа Доротея фон Мандершайд-Бланкенхайм (* 28 януари 1744, Кьолн; † 19 ноември 1811, Виена); имат 11 деца
- Леополдина (* 11 декември 1733, Виена; † 27 юни 1809, Валтице), омъжена на 6 юли 1750 г. във Валтице за 8. княз Франц Йозеф I фон Лихтенщайн (* 19 ноември 1726, Милано; † 18 август 1781, Мец)
- Мария Йозефа (* 24 юни 1735; † 16 януари 1803, Прага), омъжена на 25 юни 1753 г. за принц Карл Егон I фон Фюрстенберг (* 7 май 1729, Прага; † 11 юли 1787, Прага), син на княз Йозеф Вилхелм Ернст фон Фюрстенберг (1699 – 1762)
- Гундакар Томас (* 13 януари 1737; † 17 септември 1802), имперски дворцов съветник във Виена, пратеник в Ст. Петербург, оберщсталмайстер, неженен
- Анна София (* 11 юни 1738, Виена; † 16 януари 1803, Прага), омъжена на 14 април 1759 г. в Прага за граф Винценц фон Валдщайн-Вартенберг (* 17 юни 1731, Виена; † 10 април 1797, Тршебич)
- Мария Каролина (* 23 януари 1741; † 11 септември 1771), омъжена на 19 март 1764 г. за граф Йохан Непомук Готфрид фон Лютцов (* 4 август 1742; † 7 февруари 1822, Залцбург)